# Jorge Goncalvez
Jorge Andrés Goncalvez (* 14. Juni 1991 in Los Teques) ist ein venezolanischer Automobilrennfahrer. Er trat von 2011 bis 2013 in der Indy Lights an.

## Karriere
Goncalvez begann seine Motorsportkarriere 2001 im Kartsport, in dem er bis 2006 aktiv war. 2006 debütierte er im Formelsport und nahm an einem Rennen der Formel Renault 1.6 Panam GP Series teil, das er gleich auf dem Podest beendete. Anschließend trat Goncalvez 2007 in der französischen Formel Renault Campus an und belegte den 14. Meisterschaftsrang. 2008 kehrte Goncalvez nach Amerika zurück und startete für Apex-HBR Racing Team in der amerikanischen Formel BMW. Mit einem vierten Platz als bestes Resultat beendete er die Saison auf dem siebten Gesamtrang.
2009 wechselte Goncalvez zu AIM Motorsport in die Star Mazda Series und beendete seine erste Saison auf dem neunten Gesamtrang. Anschließend nahm er 2009/2010 für das Team Apex an der Wintermeisterschaft der Start Mazda Series teil und gewann den Meistertitel. Für das Team Apex ging Goncalvez dann auch 2010 in der Star Mazda Series an den Start. Mit fünf zweiten Plätzen als beste Resultate belegte er den vierten Gesamtrang.
2011 startete Goncalvez für Belardi Auto Racing in der Indy Lights. Mit einem zweiten Platz als bestes Ergebnis beendete er die Saison auf dem fünften Platz der Fahrerwertung. Teamintern setzte er sich mit 371 zu 333 Punkten gegen Anders Krohn durch. 2012 blieb Goncalvez bei Belardi Auto Racing in der Indy Lights. Mit einem sechsten Platz als bestem Resultat schloss er die Saison auf dem zehnten Platz ab. Außerdem nahm Goncalvez 2012 an zwei Rennen der Rolex Sports Car Series teil. Für Michael Shank Racing with Curb Agajanian startete er beim 24-Stunden-Rennen von Daytona und wurde zusammen mit seinen Teamkollegen Michael McDowell, Felipe Nasr und Gustavo Yacamán Dritter. 2013 absolvierte Goncalvez seine dritte Indy-Lights-Saison für Belardi Auto Racing. Während sein Teamkollege Peter Dempsey mehrfach auf dem Podest stand und ein Rennen gewann, waren zwei vierte Plätze die besten Ergebnisse von Goncalvez. Er lag am Saisonende auf dem sechsten Rang. Neben dem Meister Sage Karam war Goncalvez der einzige Fahrer, der jedes Rennen im Ziel beendete.

## Persönliches
Goncalvez’ Spitzname El Pollito bedeutet übersetzt kleines Hähnchen. Auf der Rückseite seines Helmes ist ein kleines Hähnchen mit diesen Worten abgebildet. Goncalvez erhielt den Spitznamen, da sein Vater, dessen Spitzname Big Chicken lautet, der Besitzer eines der größten Geflügelhöfe Venezuelas ist.

## Karrierestationen
| - 2001–2006: Kartsport - 2006: Formel Renault 1.6 Panam GP Series (Platz 14) - 2007: Französische Formel Renault Campus (Platz 14) - 2008: Amerikanische Formel BMW (Platz 7) | - 2009: Star Mazda Series (Platz 9) - 2010: Star Mazda Winter Series (Meister) - 2010: Star Mazda Series (Platz 4) - 2011: Indy Lights (Platz 5) | - 2012: Indy Lights (Platz 10) - 2012: Rolex Sports Car Series, DP (Platz 22) - 2013: Indy Lights (Platz 6) |